# Stèle (Kirova)
Stèle est une œuvre de l'artiste bulgare Liuba Kirova. Il s'agit d'une sculpture abstraite en bronze conçue en 1977. Elle est installée dans le musée de la sculpture en plein air de Paris, en France.

## Description
L'œuvre est une sculpture. Elle est d'un élément parallélépipédique de section rectangulaire, posé sur sa plus petite base, et portant plusieurs excroissance sur ses côtés gauche et droit. L'ensemble prend la forme d'une sorte de totem.
L'œuvre repose sur un socle ; celui-ci supporte également un cartel indiquant les noms de l'œuvre et de l'auteur, ainsi que la date de création et le matériau utilisé.

## Localisation
La sculpture est installée dans le musée de la sculpture en plein air, un lieu d'exposition d'œuvres de sculpteurs de la seconde moitié du XXe siècle, dans le jardin Tino-Rossi, sur le port Saint-Bernard et le long de la Seine, dans le 5e arrondissement de Paris.

## Artiste
Liuba Kirova (née en 1923) est une artiste bulgare.